# 아나이스 보르디에
아나이스 보르디에(프랑스어: Anaïs Bordier, 1987년 11월 19일 ~ )는 대한민국 태생의 프랑스의 패션 디자이너이다.